# Klatrat

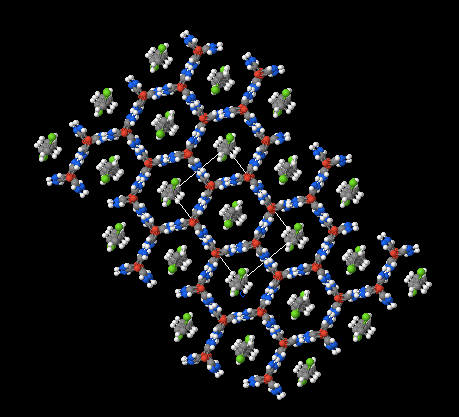
Klatratkomplex av tre delar urinämne och en del 1,6-diklorohexan. Strukturen består av urinämnesmolekyler som förbinds med vätebindningar som lämnar kvar ungefär sexkantiga hål där halogenkolvätet passar. Färgsättning: syre är rött, kväve är blått, klor är grönt.

Klatrat, klatratkomplex eller mellanrumsförening betecknar ett kemiskt ämne eller komplex som består av molekyler eller små atomer (gästatomer) inneslutna i håligheter i stora molekyler (eller skapade mellan flera till varandra bundna stora molekyler). Mellan gästmolekyl och värdmolekyl råder det oftast endast svaga bindningar. Det är framför allt det steriska hindret som håller kvar gästmolekylen, som i en bur.
Klatrat kan utnyttjas i separationstekniken på så sätt att gästmolekyler av en bestämd form specifikt tar emot de komponenter ur en blandning som passar in i burarna, till exempel den ena av två enantiomerer, och innesluts där för att senare frigöras.